# 헤드라인

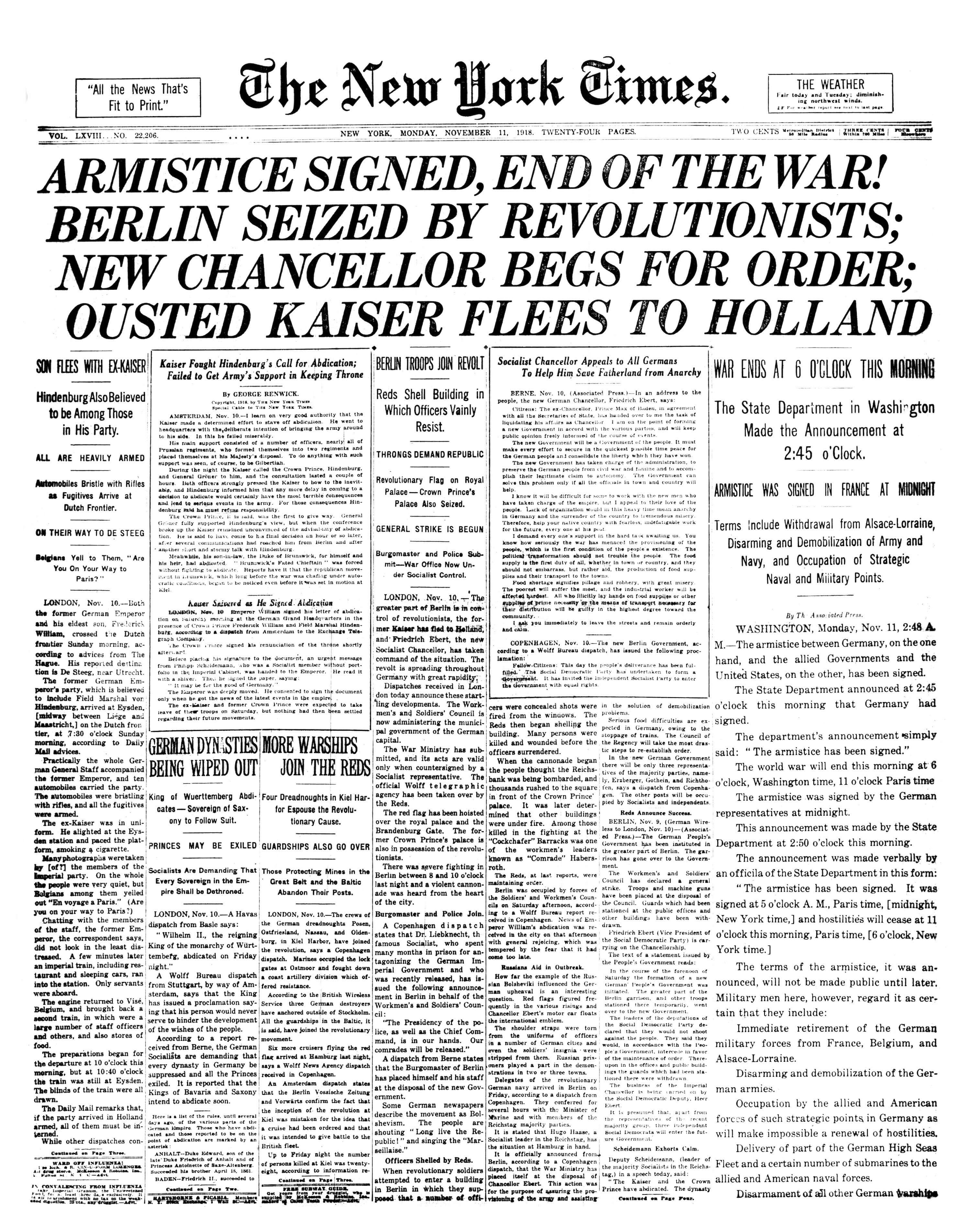
뉴욕 타임즈는 제1차 세계 대전 끝에 독일과 연합군의 휴전 협정에 대해 발표하기 위해 상당히 큰 헤드라인을 사용하였다.

헤드라인(영어: headline)은 신문을 비롯한 각종 기사에서 내용의 요점을 아주 짧게 정리하여 본문보다 큰 글씨로 첫 번째로 놓이는 말이다.
대형의 신문 전면 헤드라인은 19세기 말에 신문사 간에 경쟁이 늘어나면서 모습을 드러내기 시작했다.

## 목적
헤드라인의 목적은 기사를 빠르게 집중시키기 위함이다. 교열자에 의해 보통 작성되지만 기자, 페이지 레이아웃 디자이너, 기타 편집장에 의해 작성될 수도 있다. 1969년 7월 21일 뉴욕 타임즈 전면에서는 이를테면 상당히 큰 크기의 사람이 달을 걷다(MEN WALK ON MOON)라는 문구가 페이지의 왼쪽 끝에서 오른쪽 끝을 장식하였다.

## 같이 보기
- 교열